# Fruchtaroma
| Fruchtester                                                                           |
| ------------------------------------------------------------------------------------- |
| Fruchtester; R1 und R2 sind Organylreste, z. B. Alkylgruppen.                         |
| R1 und R2 sind Organylgruppen, z. B. Alkylgruppen. Die Estergruppe ist blau markiert. |

Das Fruchtaroma ist ein typisches Merkmal verschiedener Obstarten. Das Aroma besteht häufig aus einer Vielzahl verschiedener Verbindungen, einen hohen Anteil bilden dabei die sogenannten Fruchtester. Damit bezeichnet man Ester kurzer bis mittellanger Carbonsäuren und Alkohole. Lactone (innere = cyclische Ester) findet man gelegentlich auch in Fruchtaromen. Andere Fruchtaromen zählen zu den organisch-chemischen Gruppen der Alkohole, Aldehyde oder Ketone.
Der Anteil des Aromas am Gesamtgewicht des frischen Obstes beträgt dabei oft weniger als 30 mg/kg. Die Hauptbestandteile vieler Fruchtaromen werden heute kommerziell aus natürlichen Aromen und naturidentischen Aromen gewonnen und zur Aromatisierung der unterschiedlichsten Lebensmittel und Kosmetika verwendet.

## Hauptbestandteile verschiedener Fruchtaromen
Im Folgenden werden nur die Schlüsselaromastoffe aufgelistet.

### Ananas
4-Hydroxy-2,5-dimethyl-3(2H)-furanon („HD3F“, Furaneol®), (S)-2-Methylbuttersäureethylester u. a.

### Apfel
Im Wesentlichen sind Ester, Aldehyde und Alkohole am Apfelaroma beteiligt. Zu den wichtigsten Estern zählen 2-Methylbuttersäureethylester, Buttersäureethylester, Essigsäure-2-methylbutylester, Essigsäure-n-butylester und Essigsäurehexylester. Zu den Aldehyden, die zum Teil erst beim Zerkleinern oder Kauen im Mund durch eine sehr schnelle enzymatische Umwandlung von Fettsäuren entstehen und die häufig auch als Grünnoten (Geschmack nach grünen Äpfeln, wie Granny Smith) bezeichnet werden, gehören Hexanal und (E)-2-Hexenal. Bei den Alkoholen sind 1-Butanol, 2-Methylbutanol, 1-Hexanol und (E)-2-Hexen-1-ol von Bedeutung. Weitere Schlüsselaromastoffe des Apfels sind β-Damascenon und α-Farnesen.

### Aprikose (Marille)
(R)-γ-Decalacton, δ-Decalacton, Terpineol, Geraniol, Linalool, (S)-2-Methylbuttersäure

### Banane
Essigsäureamylester, Buttersäure-3-methylbutylester, 3-Methylbuttersäure-3-methylbutylester

### Birne
Essigsäureamylester, (2E,4Z)-Deca-2,4-diensäureethylester

### Brombeere
2-Heptanol, Terpineol, 1-Hexanol, 2-Heptanon

### Erdbeere
4-Hydroxy-2,5-dimethyl-3(2H)-furanon („HD3F“, Furaneol®), (R)-γ-Decalacton, (E)-2-Hexen-1-ol, (E)-2-Hexenal, Essigsäure-(E)-2-hexen-1-ylester, Linalool, Anthranilsäuremethylester, Buttersäureethylester, Hexansäureethylester
Der sogenannte „Erdbeeraldehyd“ (kein Aldehyd!) Ethyl-methylphenylglycidat bzw. 2,3-Epoxy-3-methyl-3-phenylpropansäure-ethylester riecht stark nach Erdbeeren, kommt aber in diesen nicht vor.

### Grapefruit
Hauptkomponenten im Saft: (R)-1-p-Menthen-1-thiol (Thioterpineol), aber auch Buttersäureethylester, (Z)-3-Hexenal, 1-Hepten-3-on, 4-Mercapto-4-methylpentan-2-on; im Schalenöl: (+)-Nootkaton

### Himbeere
Himbeerketon, aber auch α-/β-Ionon und Theaspiran

### Kirsche
Benzaldehyd, Hexanal, (E)-2-Hexenal, Phenylacetaldehyd, (E,Z)-Nona-2,6-dien-1-al, Eugenol

### Kiwi
Hauptkomponenten in frischem Kiwifrucht-Püree: 3-Methyl-2-butanon, 3-Hydroxy-2-butanon, (E)-2-Hexenal, 3-Hydroxybuttersäureethylester, Phenylethylalkohol, α-Terpineol, Geraniol

### Mandarine
Thymol, N-Methylanthranilsäuremethylester

### Melone
(Z)-6-Nonenal, 2,6-Dimethyl-5-heptenal

### Orange
(R)-Limonen, aber auch Acetaldehyd, (Z)-3-Hexenal, Decanal, trans-4,5-Epoxy-(E)-2-decenal
Orangenöl: Essigsäurenerylester (Nerylacetat) und Essigsäureoctylester (Octylacetat)

### Passionsfrucht (Maracuja)
Geruchsbestimmend ist 2-Methyl-4-propyl-1,3-oxathian β-Ionon, Buttersäureethylester, Hexansäureethylester, Buttersäurehexylester, Hexansäurehexylester

### Pfirsich
Ester der Essigsäure, Lactone [z. B. (R)-γ-Decalacton], Hexanal, Benzaldehyd u. a.

### Pflaume
Linalool, Benzaldehyd, Zimtsäuremethylester, (R)-γ-Decalacton, C6-Aldehyde

### Quitte
(E)-/(Z)-Marmelolacton, α-Farnesen, 2-Methylbuttersäureethylester, Hexanol, 3-Hydroxy-β-ionol und 5,6-Dihydroxy-β-ionon

### Schwarze Johannisbeere
4-Methoxy-2-methyl-2-butanthiol

### Zitrone
Citral (Isomerengemisch aus Geranial/Neral), aber auch Linalool, Myrcen und (R)-Limonen

### Carbonsäureester-Vorkommen in Früchten (Auswahl)

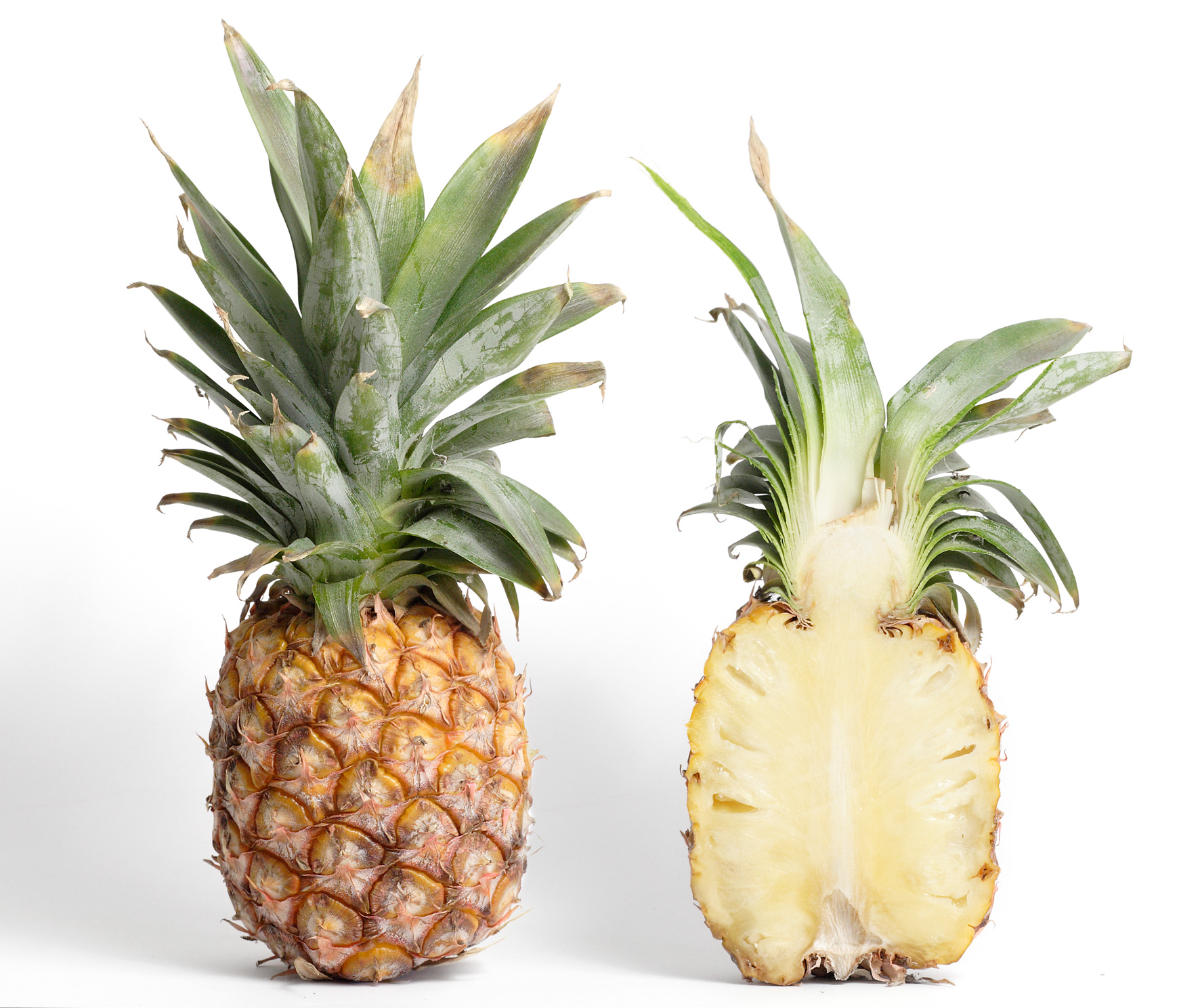
Ananas
Apfel
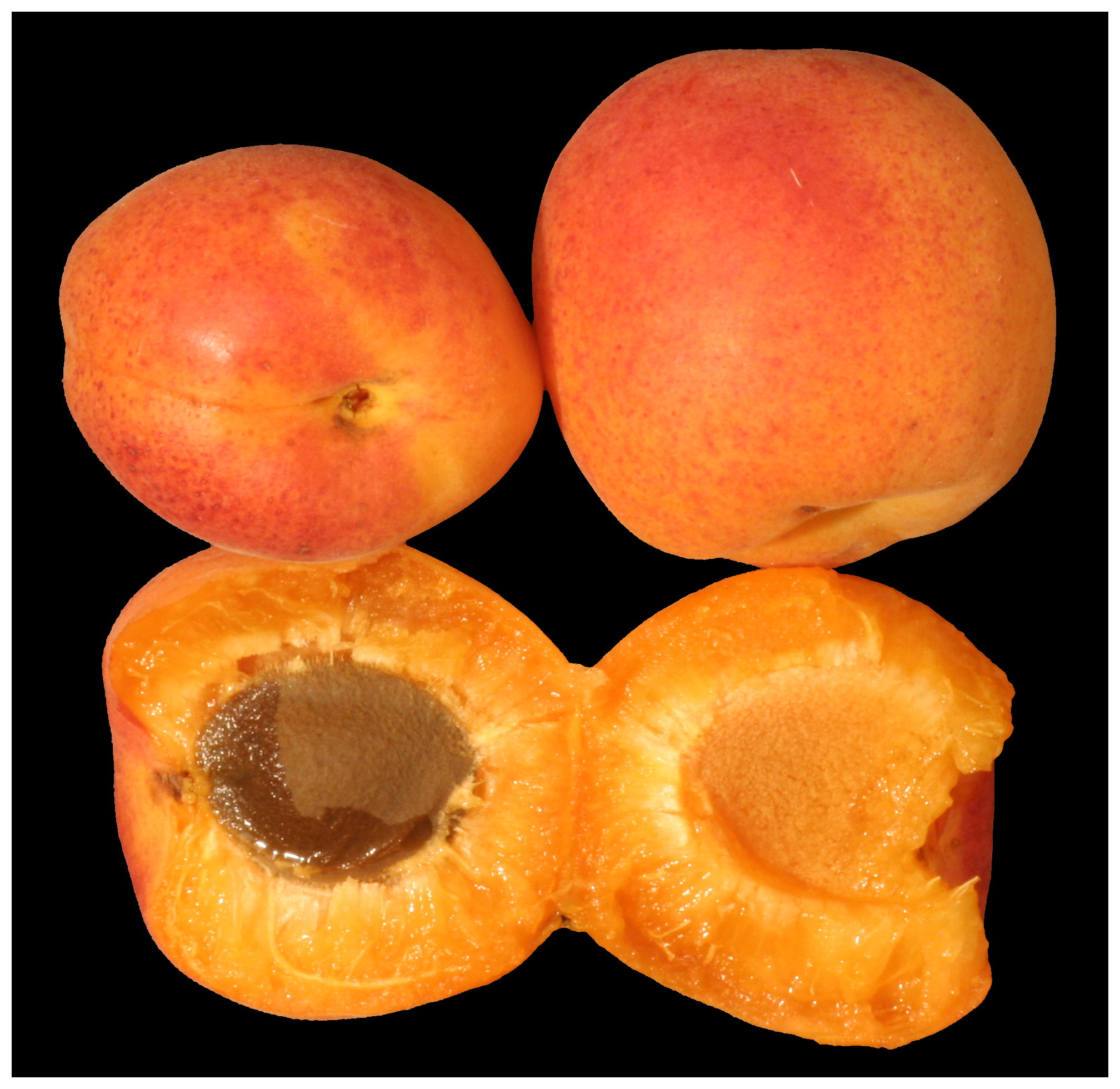
Aprikose
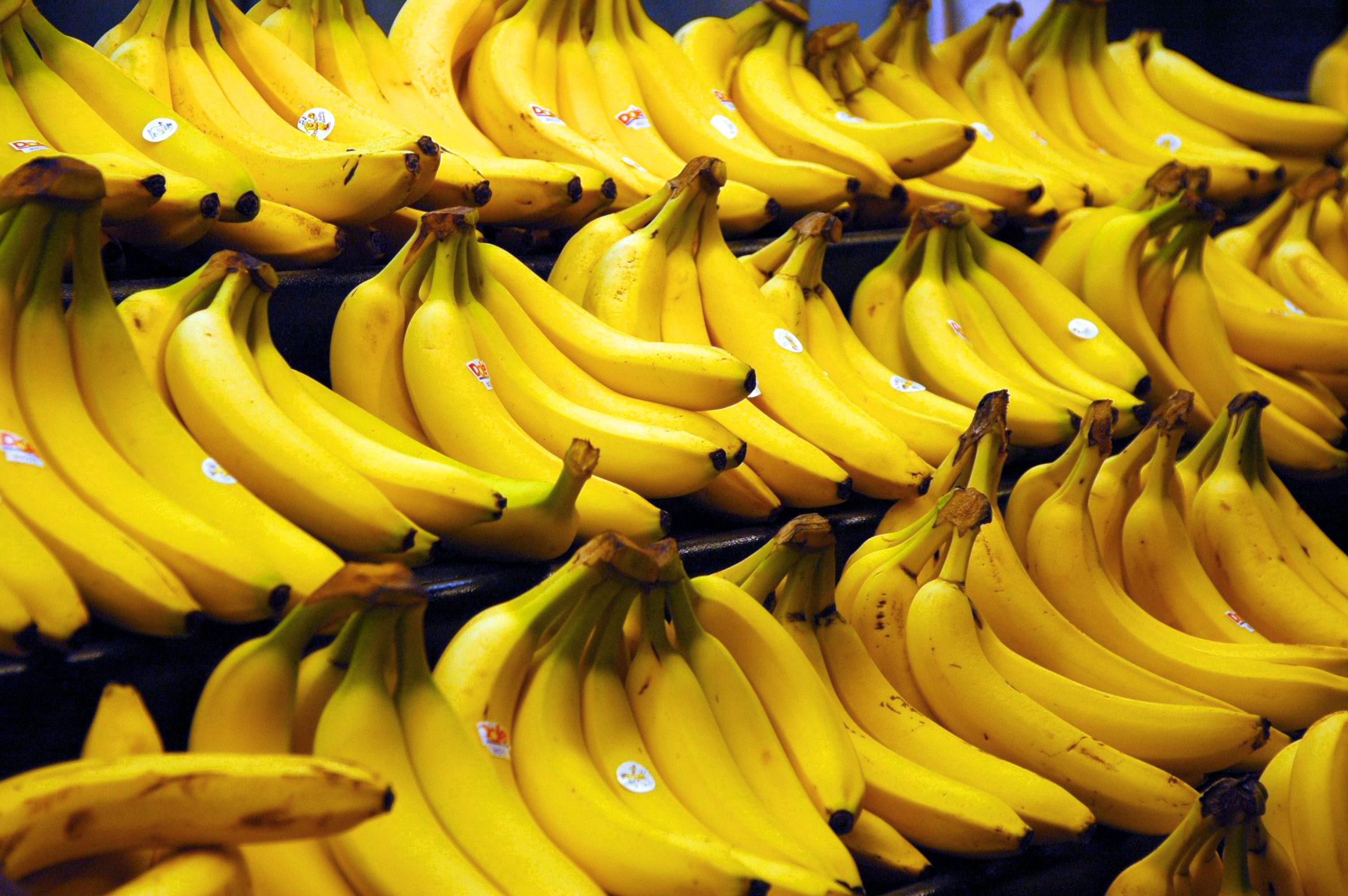
Banane
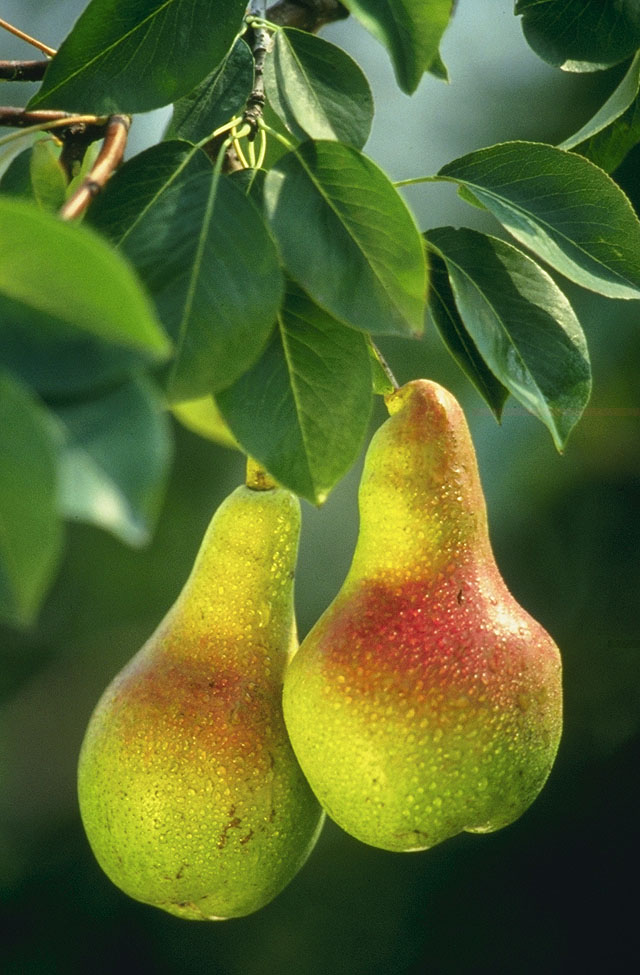
Birne
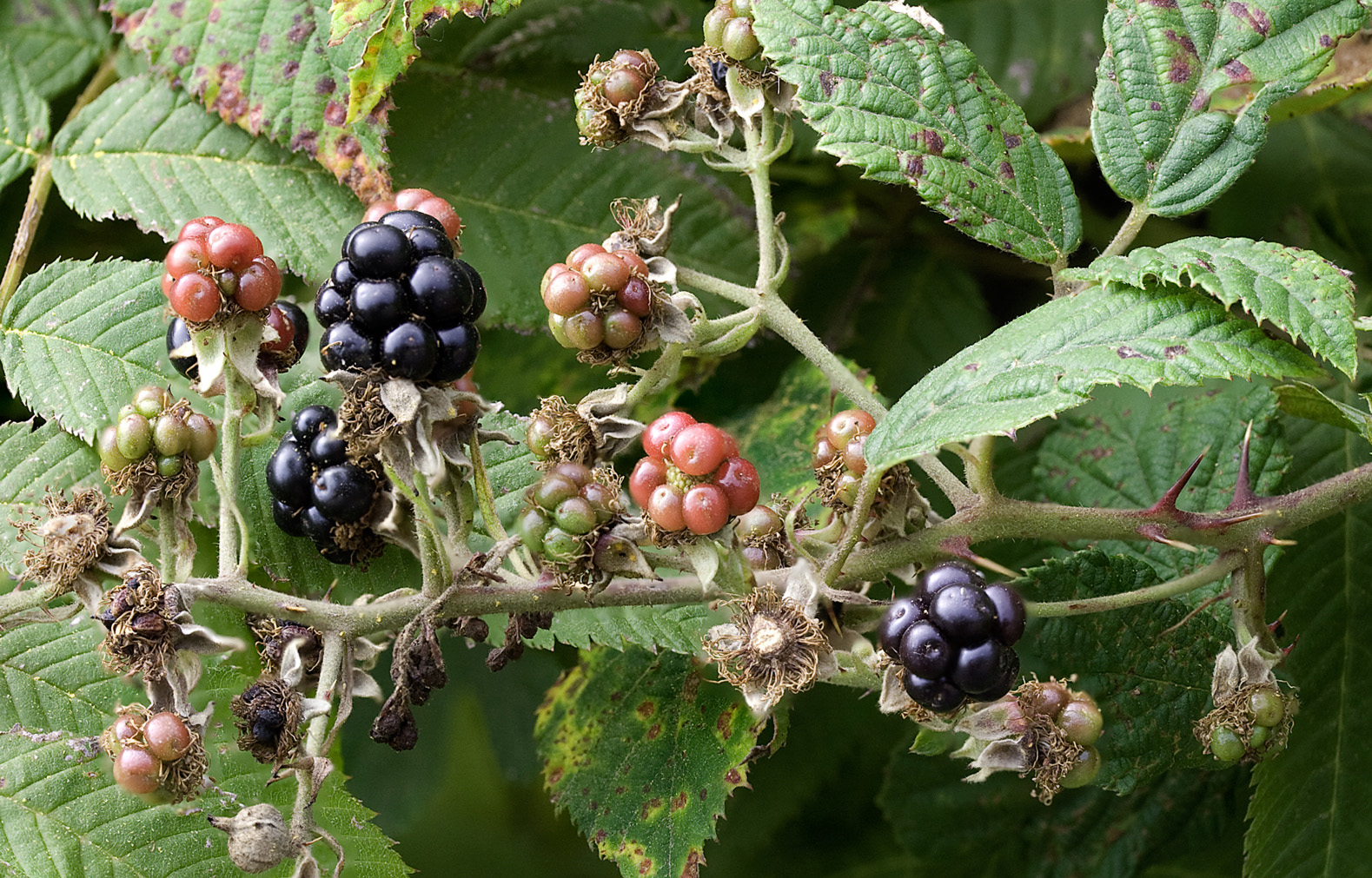
Brombeere
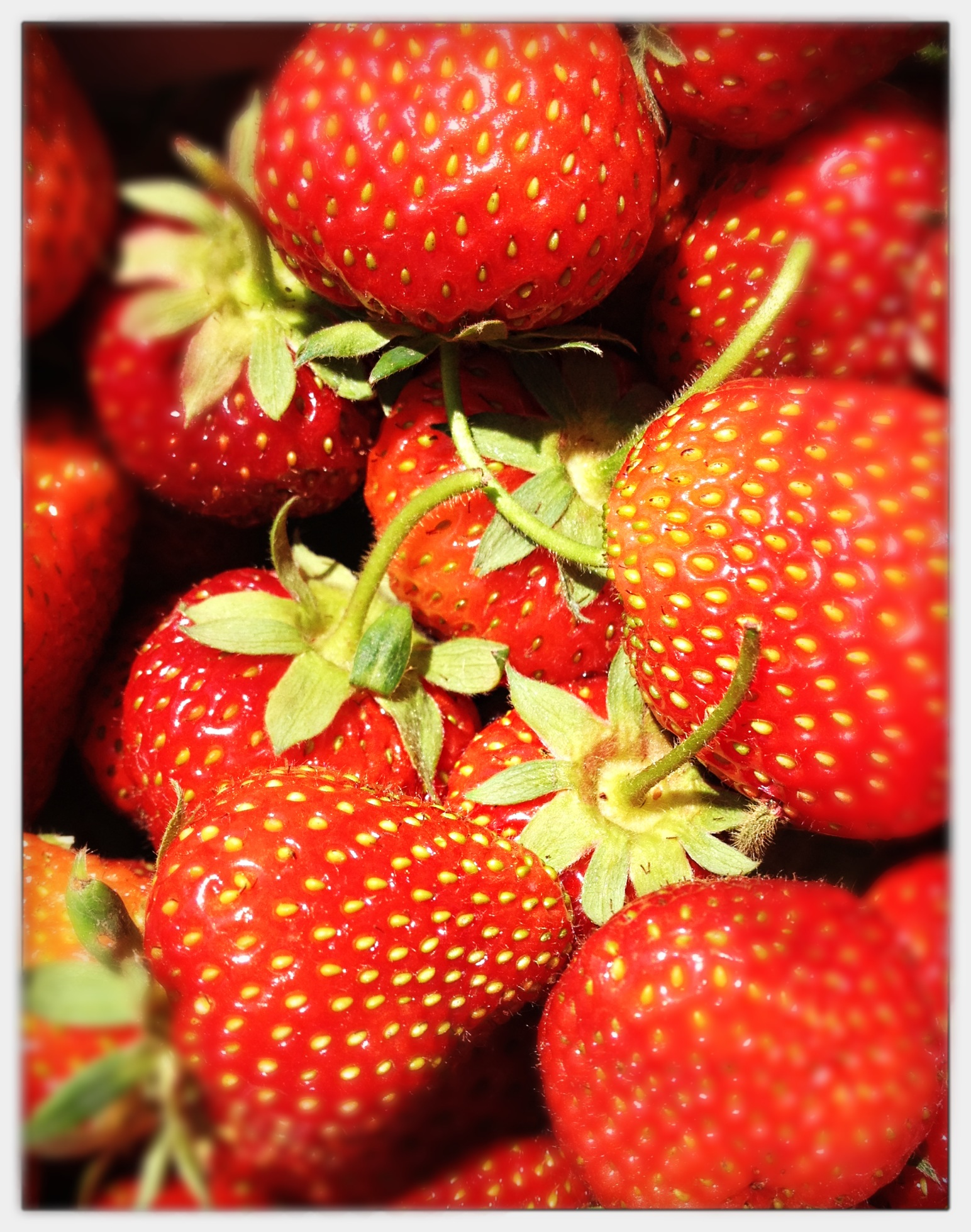
Erdbeere
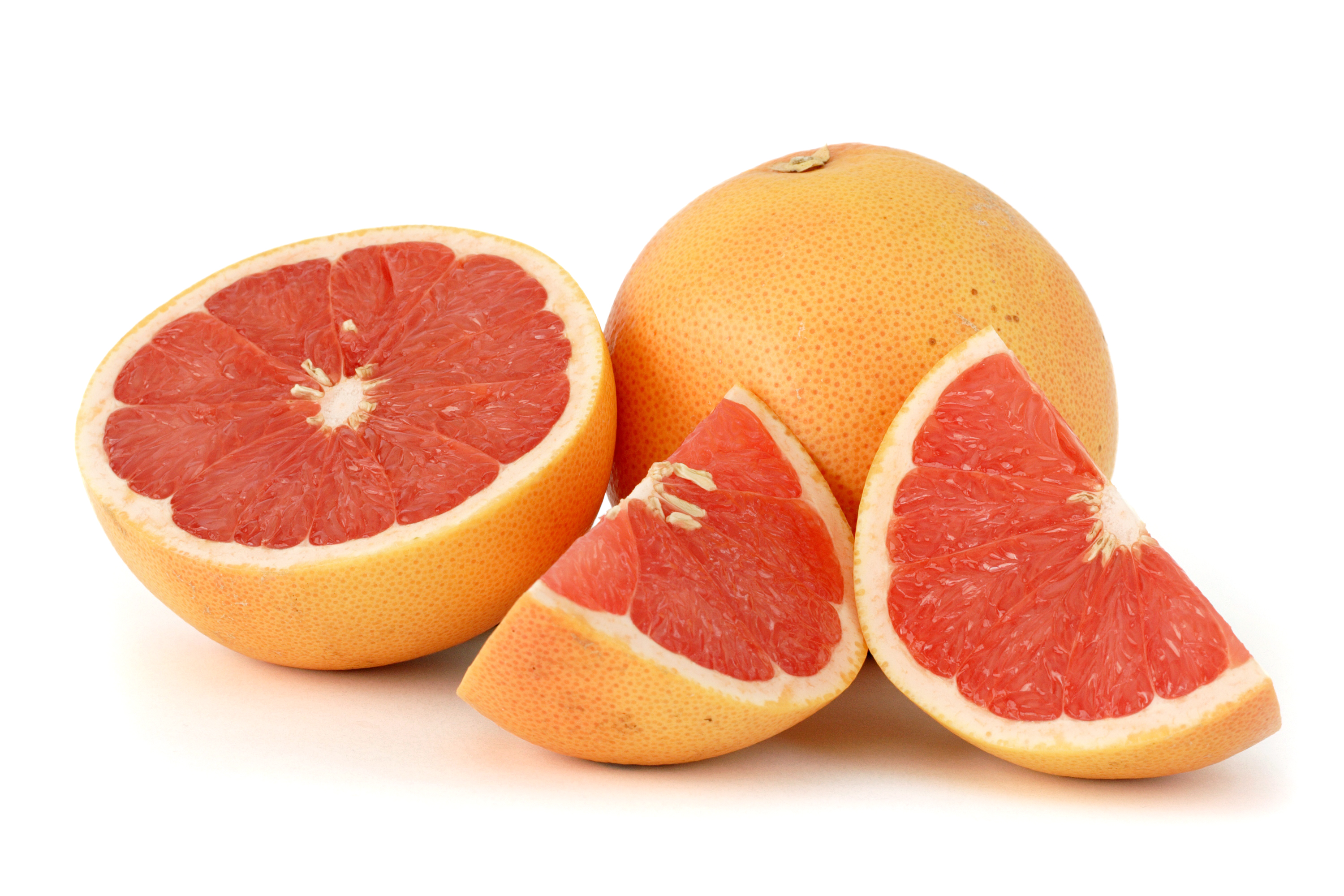
Grapefruit
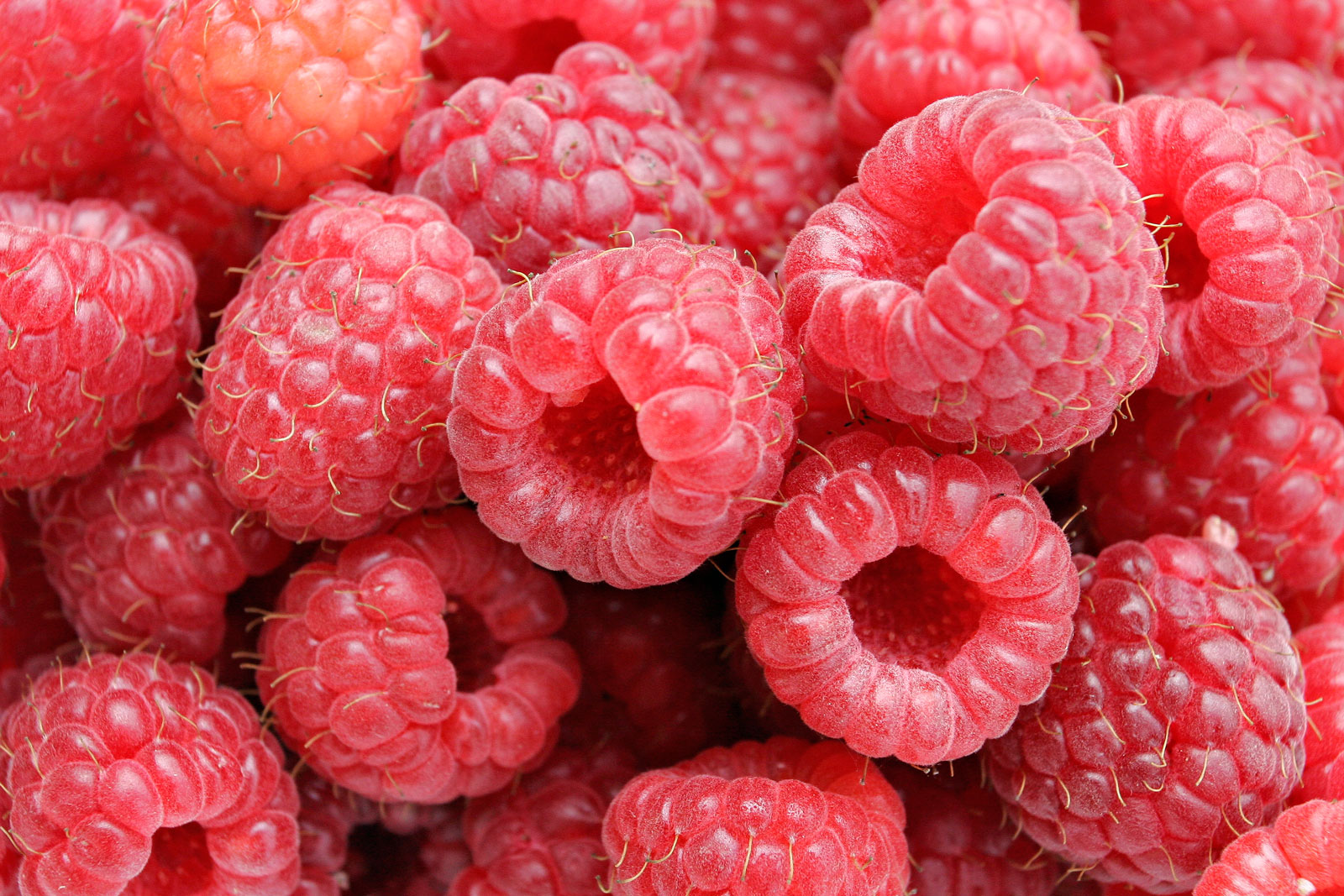
Himbeere
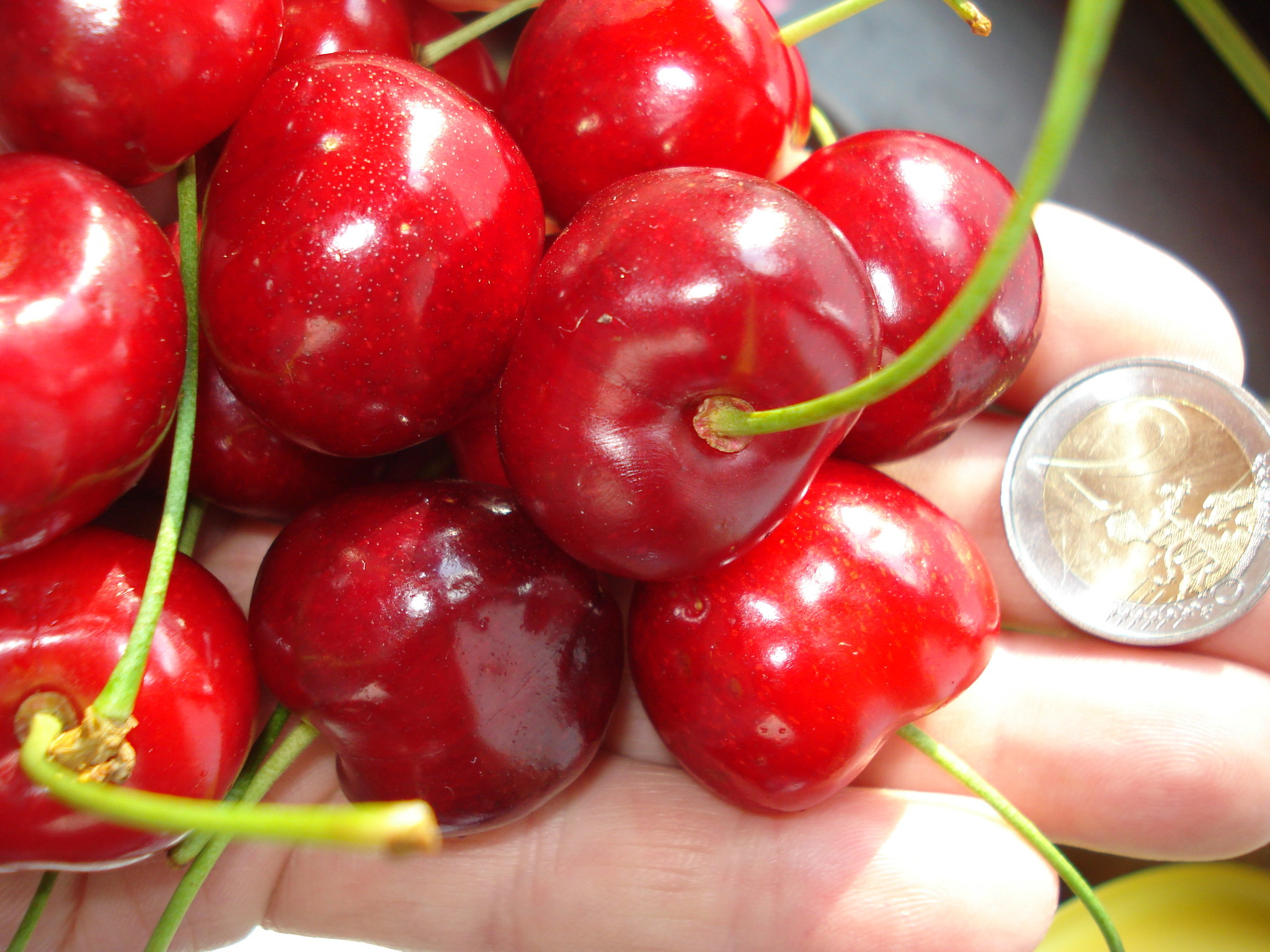
Kirsche
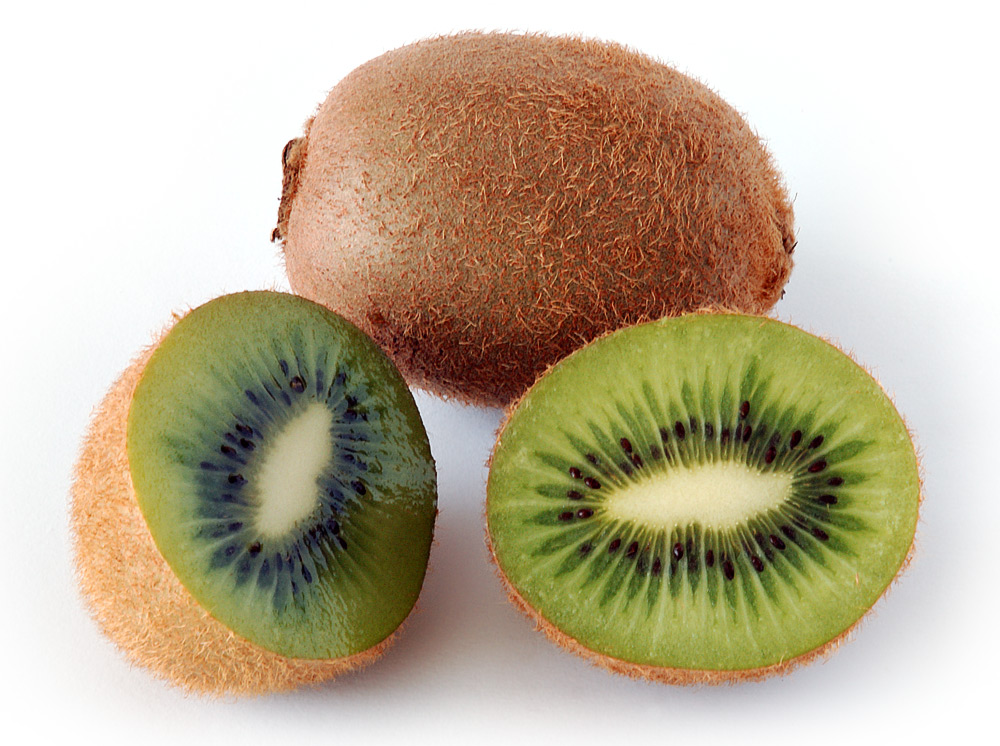
Kiwi
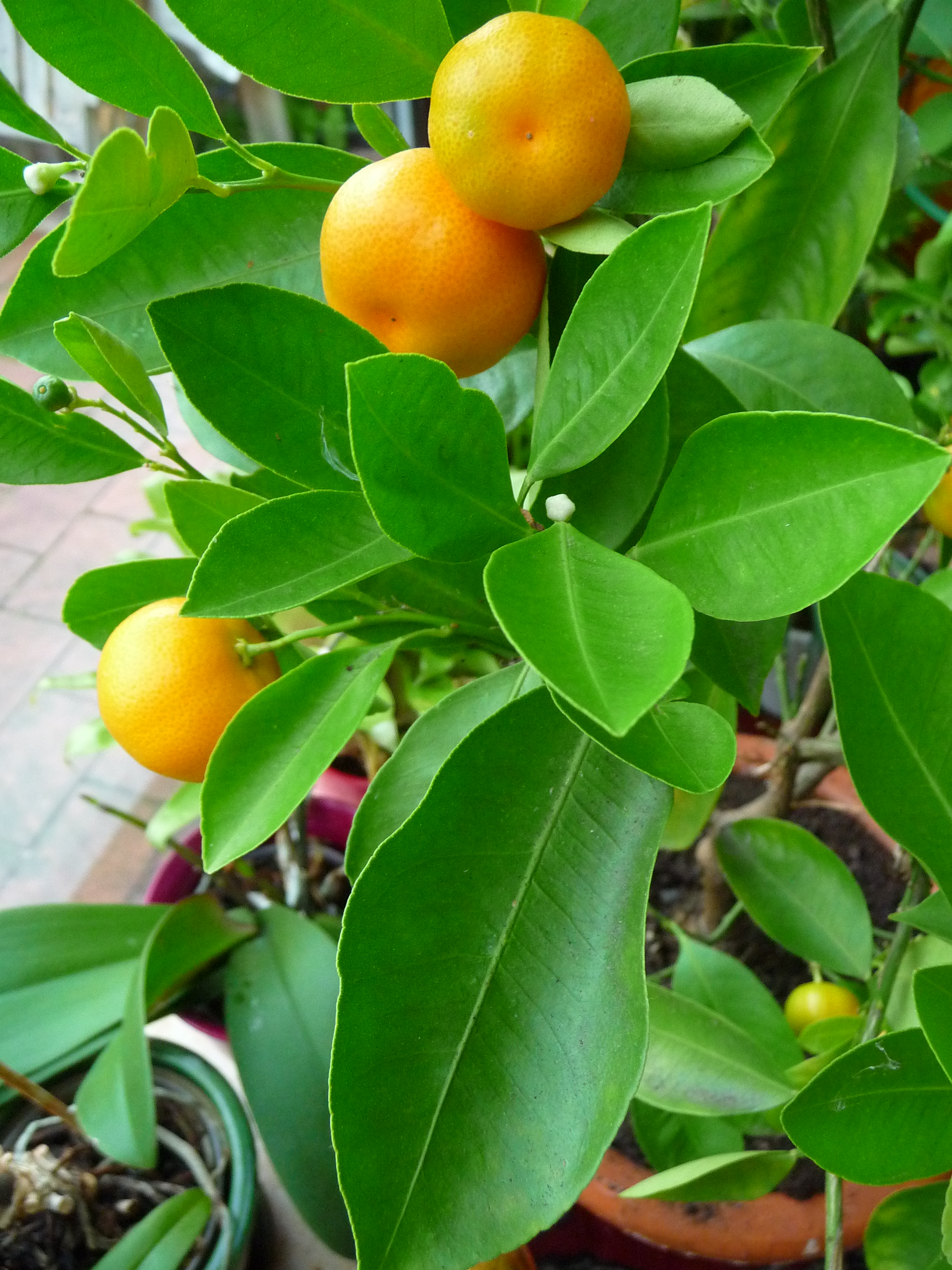
Mandarine
Melone
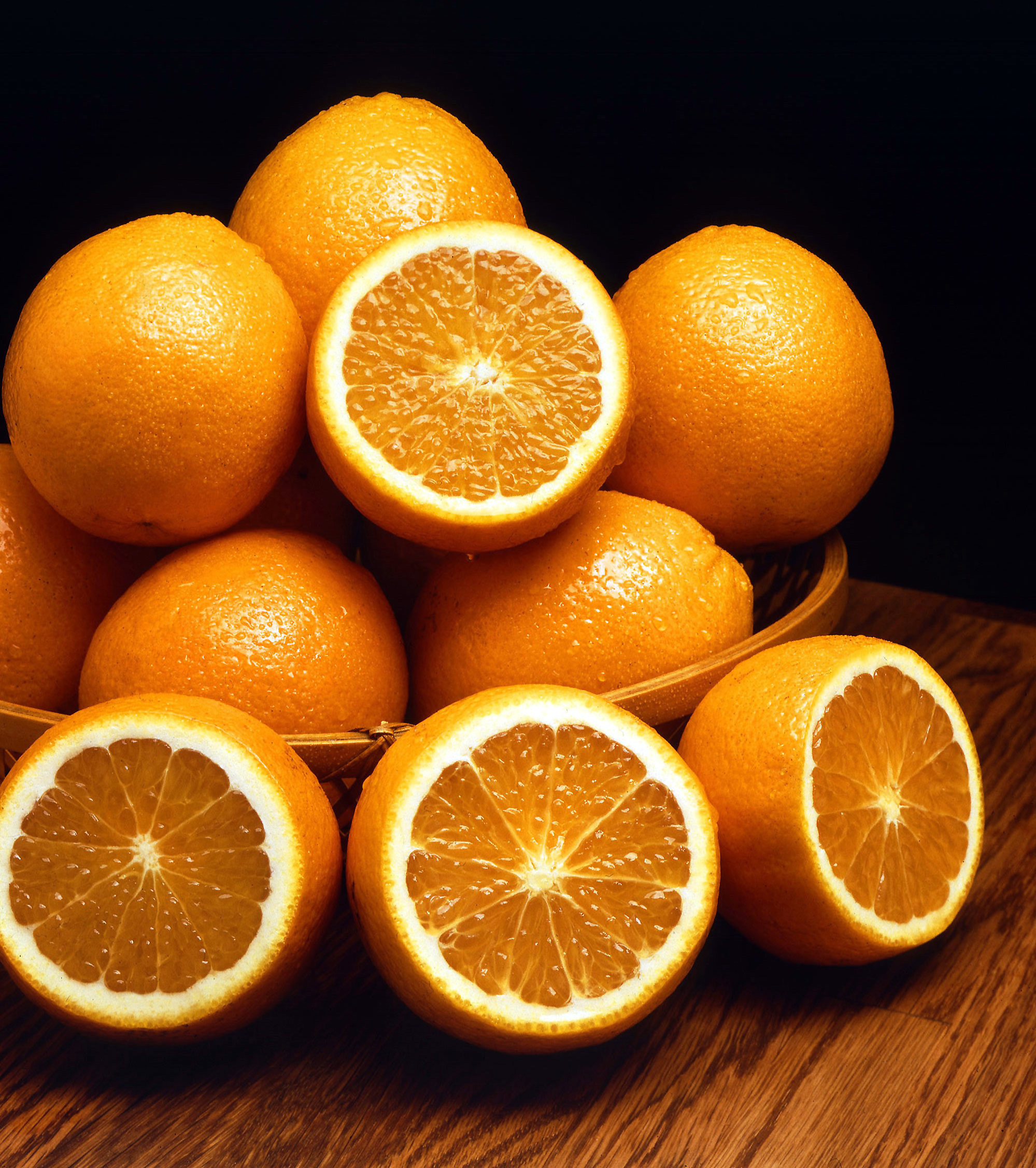
Orange
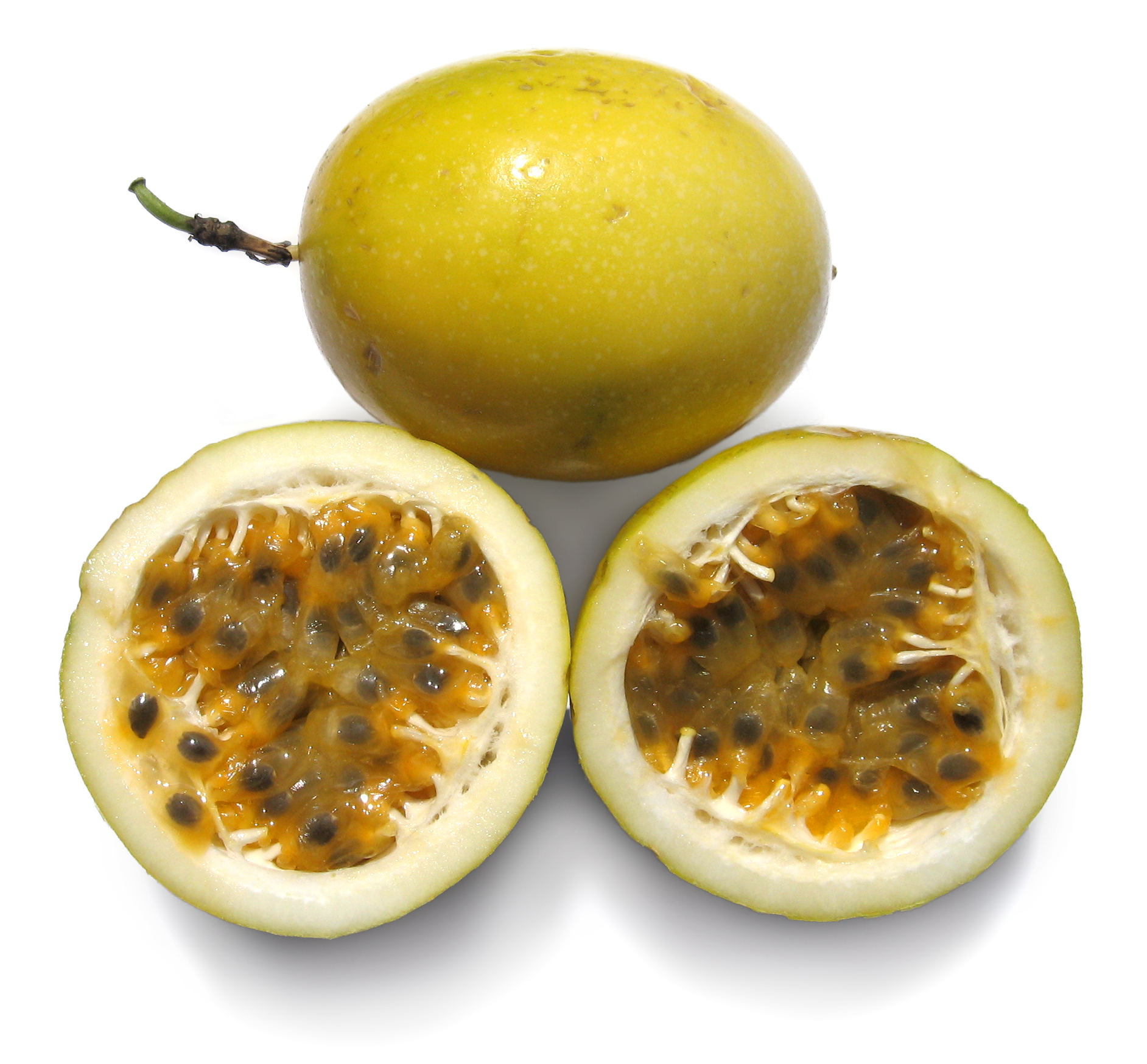
Passionsfrucht
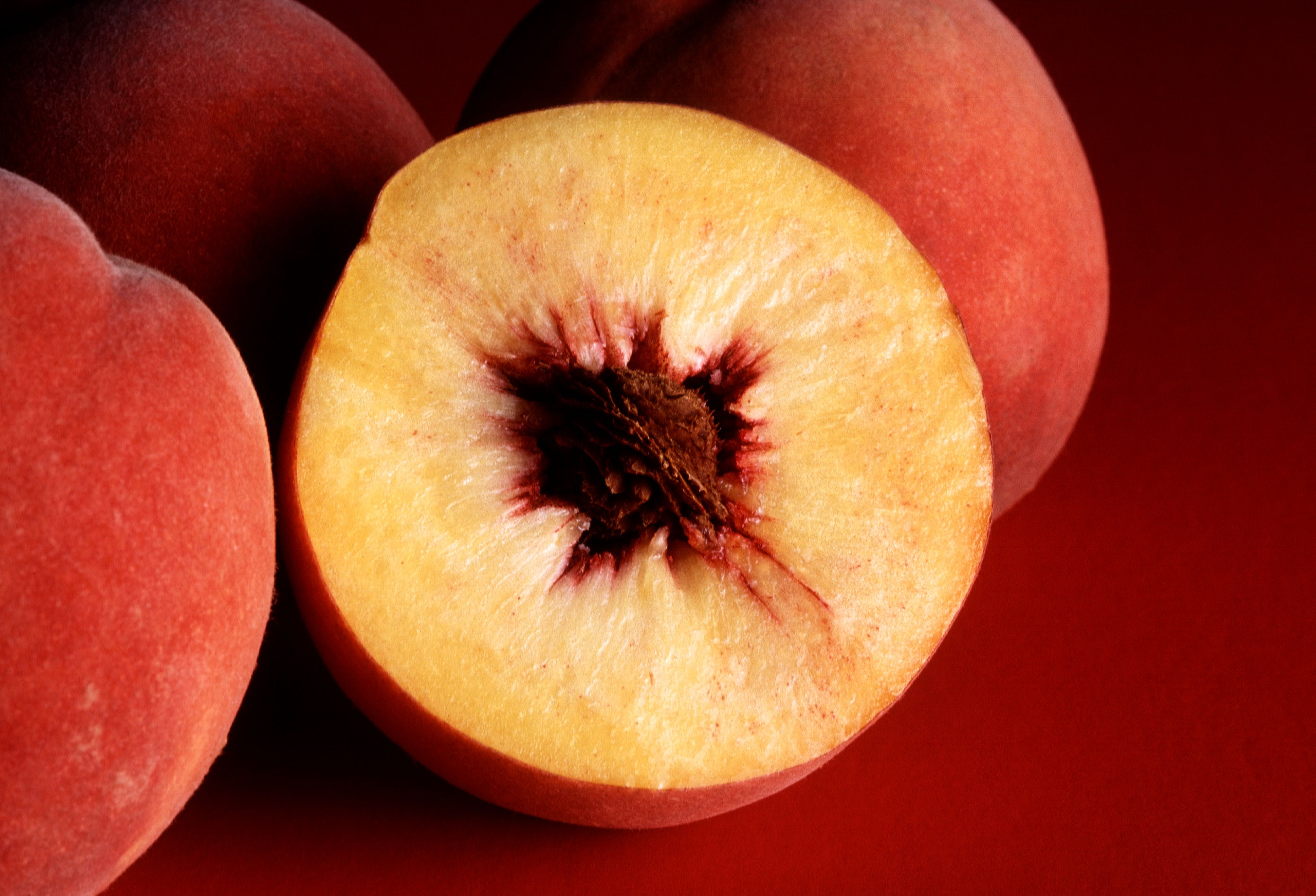
Pfirsich
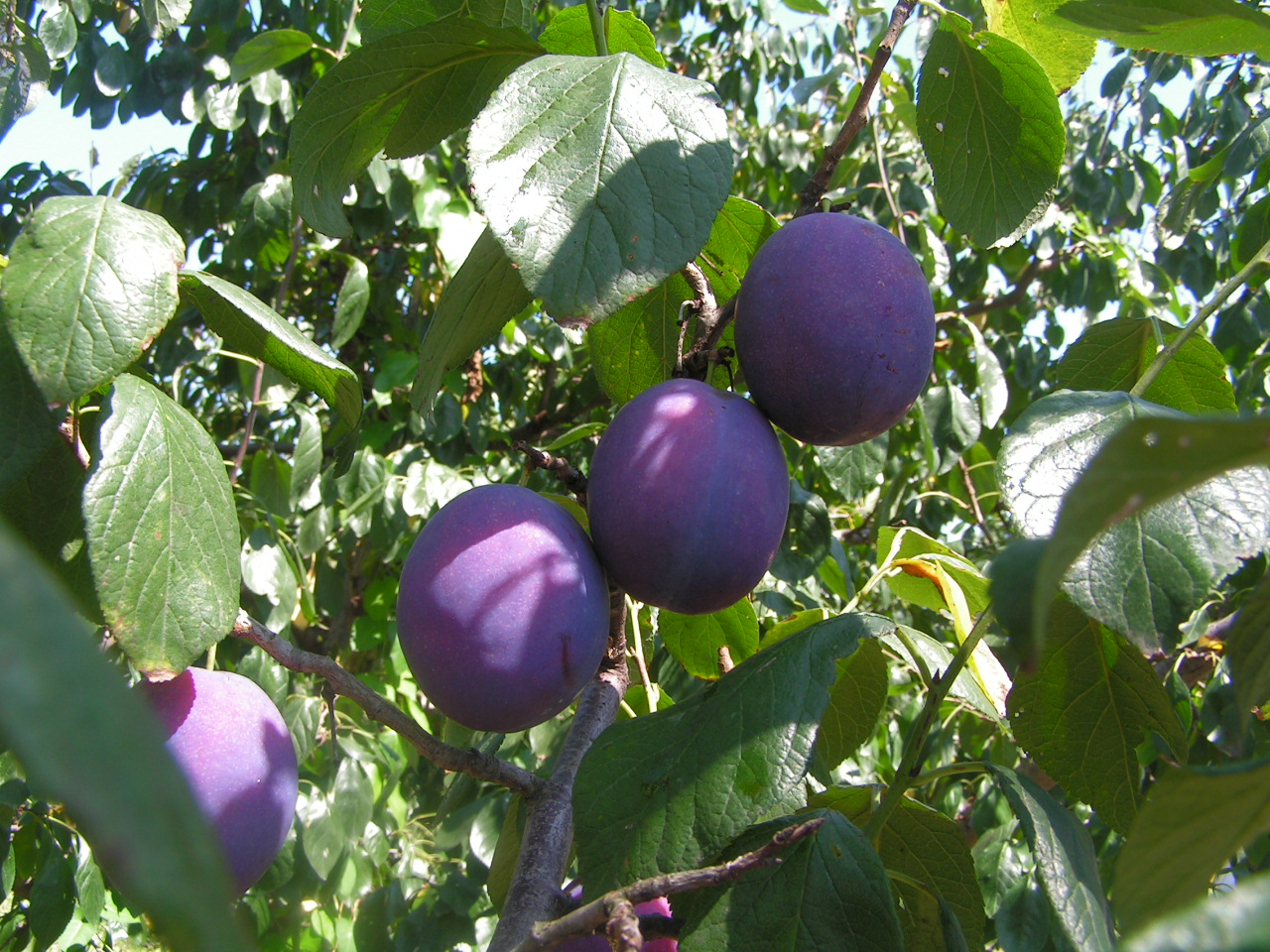
Pflaume
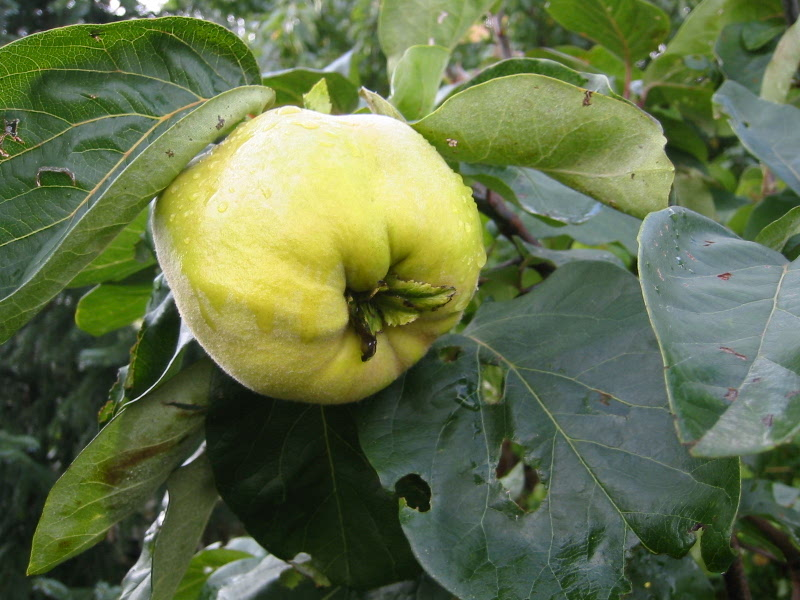
Quitte
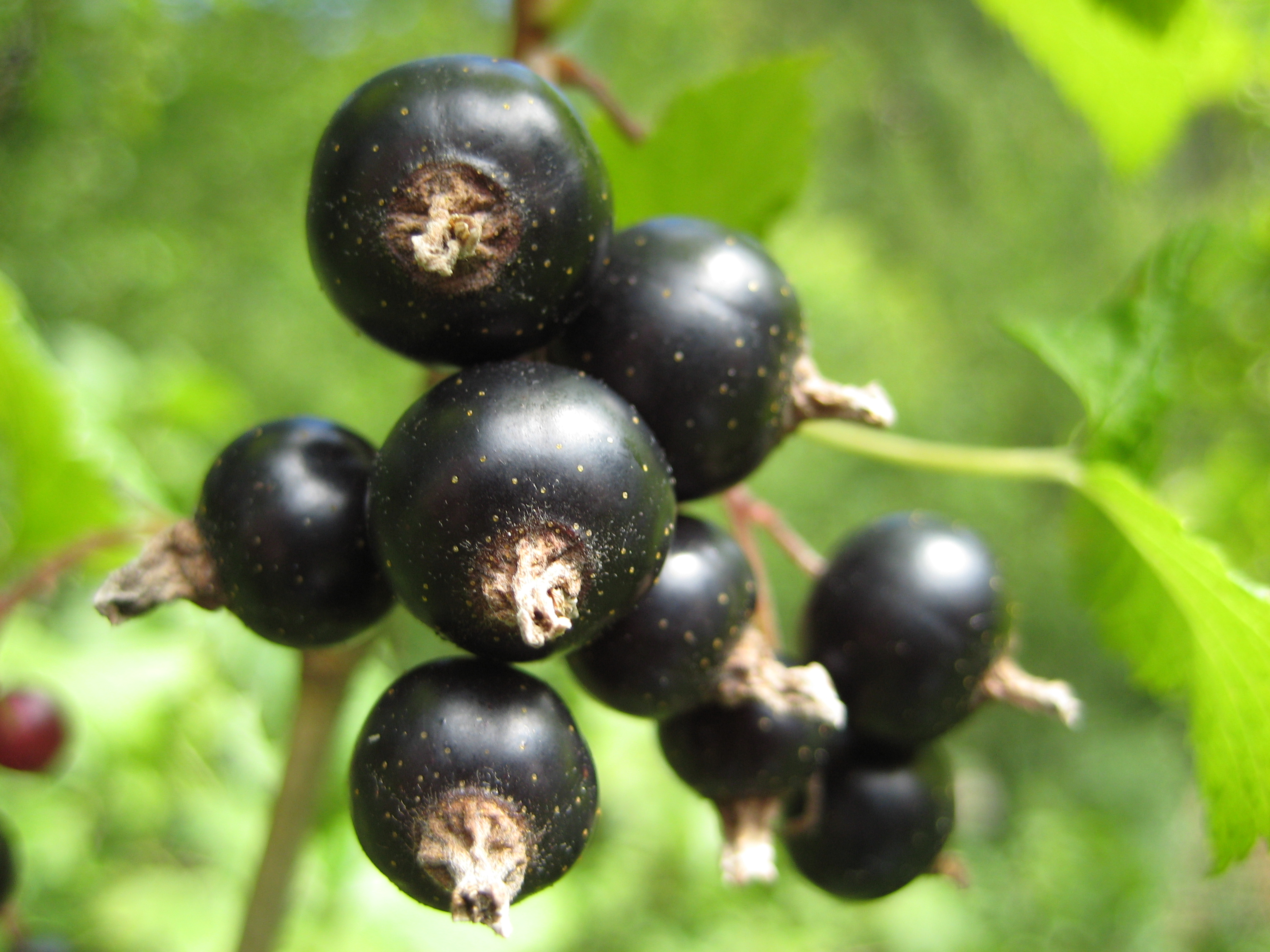
Schwarze Johannisbeere
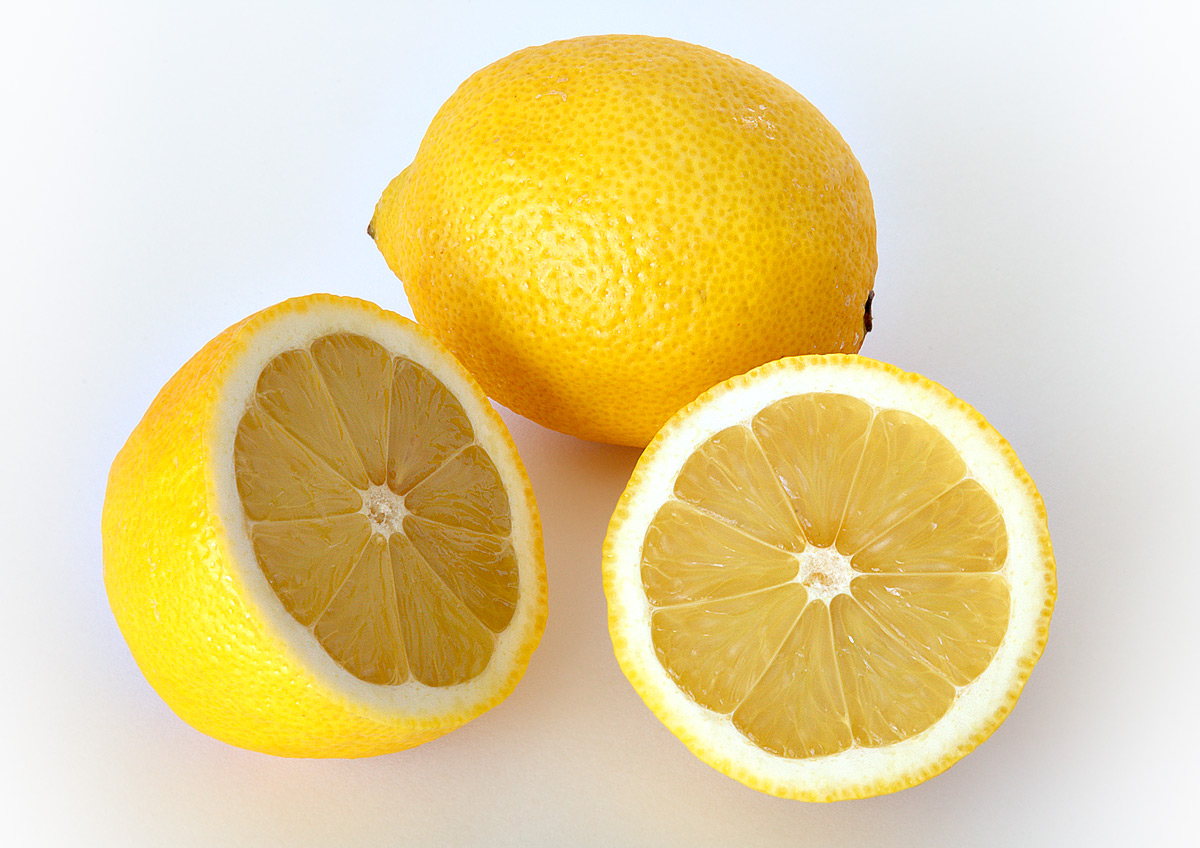
Zitrone